# Cap Lardier
Cap Lardier is een kaap aan de Middellandse Zee nabij de Franse stad La Croix-Valmer, op het schiereiland van Saint-Tropez.
De kaap is ongeveer 1 km lang en op het hoogste punt 144 m hoog. De vegetatie bestaat voornamelijk uit maquis en gemengd bos, maar telt ook een aantal halofielen (zoutminnende soorten) zoals de plaatselijk veel voorkomende witte struikwondklaver (Anthyllis barba-jovis). De uiterste punt van de kaap is een vogelreservaat en ontoegankelijk voor het publiek. De rest van de kaap kan verkend worden via een wandelpad dat begint bij het strand van Gigaro en verderloopt naar Cap Taillat.
Het natuurgebied op de kaap wordt beheerd door de gemeente La Croix-Valmer en het Nationaal park Port-Cros. Vanwege de uitzonderlijke rijkdom van de kaap en de zee eromheen, is het gebied sinds 2003 opgenomen in het grotere natuurgebied Cap Lardier - Cap Taillat - Cap Camarat, onder bescherming van het Conservatoire du littoral.